# リヴェルガーロ
リヴェルガーロ（伊: Rivergaro）は、イタリア共和国エミリア＝ロマーニャ州ピアチェンツァ県にある、人口約7,100人の基礎自治体（コムーネ）。

## 地理

### 位置・広がり

#### 隣接コムーネ
隣接するコムーネは以下の通り。
- ガッツォーラ
- ゴッソレンゴ
- ポデンツァーノ
- トラーヴォ
- ヴィゴルツォーネ

### 気候分類・地震分類
リヴェルガーロにおけるイタリアの気候分類 (it) および度日は、zona E, 2636 GGである。
また、イタリアの地震リスク階級 (it) では、zona 3 (sismicità bassa) に分類される。

## 行政

### 分離集落
リヴェルガーロには、以下の分離集落（フラツィオーネ）がある。
- Acquesio, Ancarano, Bassano, Ca' Buschi, Cisiano, Diara, Fabiano, Larzano, Mirafiori, Mandrola, Niviano, Ottavello, Pieve Dugliara, Pozzolo, Rallio di Montechiaro, Roveleto Landi, Suzzano